# Бульке, Карл
Карл Бульке (нем. Carl Bulcke; 29 апреля 1875, Кенигсберг — 24 февраля 1936, Берлин) — немецкий писатель, поэт и юрист. Доктор права.

## Биография
Изучал право в университете Фрайбурга, позже продолжил учёбу в Берлине и Киле. Во Фрайбурге получил степень доктора права.
Работал прокурором в Наумбурге, Нордхаузене и др.
В 1909 году стал первым председателем Общества по защите немецких писателей. Во время Первой мировой войны, в 1916 году был вызван в Берлин и назначен первым цензором кинематографа Германской империи, в 1920 году стал председателем киностудии Oberprüfstelle. Позже выступал за строгую цензуру в Веймарской республике. В 1924 году был освобождён от должности цензора.
После прихода нацистов к власти в Германии в октябре 1933 года был в числе 88 немецких писателей, давших письменный обет на верность Адольфу Гитлеру.

## Творчество
Одновременно с государственной службой занимался литературным творчеством, был поэтом, автором романов и коротких рассказов.
Карл Бульке — писатель-реалист, считается ярким изобразителем быта Восточной Пруссии.
Написал четырнадцать романов и много коротких рассказов, темой которых часто являются любовь, судьбы молодых девушек, человеческие трагедии и самоубийства.

## Избранные произведения
- Ein altes Haus. 1898
- Treibsand. 1900
- Die Töchter der Salome (Gedichte). 1901
- Das Tagebuch der Susanne Övelgönne. 1905
- Silkes Liebe. 1906
- Die Reise nach Italien; oder Die drei Zeitalter. 1907
- Die Trostburgs. 1910
- Die süße Lili/Der Trauerflor. 1911
- Schwarz-Weiss-Hellgrün. 1913
- Die arme Betty. 1914
- Ein Mensch namens Balzereit. 1917
- Katharina. 1918
- Die schöne Frau Schmelzer. 1919
- Nikoline von Planta. 1930
- Und so verbringst du deine kurzen Tage. 1930
- Tapferer Cassio. 1930
- Die rote Zauberinsel (Tagebuchblätter von Helgoland). 1940